# Ptychadena oxyrhynchus
Ptychadena oxyrhynchus là một loài ếch trong họ Ptychadenidae.
Loài này có ở Angola, Bénin, Botswana, Cameroon, Cộng hòa Trung Phi, Chad, Cộng hòa Congo, Cộng hòa Dân chủ Congo, Bờ Biển Ngà, Gambia, Ghana, Guinea, Guinea-Bissau, Kenya, Malawi, Mali, Mozambique, Namibia, Nigeria, Senegal, Nam Phi, Swaziland, Tanzania, Togo, Uganda, Zambia, Zimbabwe, có thể cả Burkina Faso, có thể cả Burundi, có thể cả Niger, có thể cả Rwanda, và có thể cả Sudan.
Các môi trường sống tự nhiên của chúng là các khu rừng khô nhiệt đới hoặc cận nhiệt đới, xavan khô, xavan ẩm, vùng đất ẩm có cây bụi nhiệt đới hoặc cận nhiệt đới, đầm nước, đầm nước ngọt có nước theo mùa, đất canh tác, vùng đồng cỏ, vườn nông thôn, các khu rừng trước đây bị suy thoái nặng nề, và kênh đào và mương rãnh.